# Святослав (Логін)
Архієпископ Святослав (біл. Япіскап Святаслаў; в миру: В'ячеслав В'ячеславович Логін; нар. 26 листопада 1964, Чернігів) — предстоятель Білоруської Автокефальної Православної Церкви з титулом «Новогрудський і Північно-Американський» (з 11 листопада 2008). Професійний інженер. Національність — білорус.
БАПЦ перебуває поза Диптихом автокефальних православних церков, але змагається за своє визнання шляхом апеляції до Константинопольської патріархії, яка 11 жовтня 2018 року визнала недійсною церковно-адімінстративну владу Московської патріархії над територіями Київської митрополії Вселенської патріархії, зокрема й Білоруссю.
БАПЦ визнає Православну Церкву України (ПЦУ) церквою-сестрою. 27 листопада 2023 у резиденції Вселенського Патріархату у Фанарі відбулася зустріч архієпископа Святослава зі Вселенським Патріархом Варфоломієм, під час якої обговорювались питання канонічного статусу та визнання БАПЦ у діаспорі.

## Життєпис
Народився 26 листопада 1964 року в Чернігові в родині інженерів В'ячаслава Логіна та Людмили Сиз. Дід Андрей Логін та його брат Язеп були біларуськими фольклористами, убиті російськими окупантами у 1930-ті роки. Дід по лінії матері — Данила Сиз у 1930-ті роки закінчив Гомельський залізничний технікум.
Майбутній предстоятель БАПЦ закінчив Київський політехнічний інститут 1986, працював інженером.

## Церковне служіння
В 1989—1991 рр. В'ячеслав Логін як представник білоруської меншини брав участь у антирадянському русі на Чернігівщині, зокрема в діяльності місцевих осередків Української Гельсінської Спілки (УГС), Народного Руху України (НРУ), Спілки Незалежної Української Молоді (СНУМ). У вересні 1989 р. виступив співзасновником та першим редактором самвидавної антирадянської газети Чернігівського СНУМу «Деснянські хвилі», у червні 1990 р. разом із Сергієм Шумило був делегатом від Чернігівщини на установчому Першому Всеукраїнському Соборі Української Автокефальної Православної Церкви (УАПЦ), після чого разом з однодумцями (Д. Попружний, Н. Лук'яненко, С. Шумило, В. Чепурний, А. Шацький та ін.) утворив у Чернігові першу громаду
УАПЦ. У листопаді 1990 супроводжував патріарха Київського і всієї України Мстислава (Скрипника) під час його візиту до Чернігова, очолював Чернігівський крайовий осередок Всеукраїнського Братства Андрія Первозванного УАПЦ, був одним з тих, хто домігся в 1991 передачі чернігівській громаді УАПЦ першого храму — П'ятницької церкви.
У 1994—1999 навчався в Київській духовній семінарії УПЦ КП, після закінчення — у 1999—2000 роках навчався на теологічному факультеті Манітобського університету (Православна Колегія Св. Ап. Андрія в Вінніпезі, Канада), який є вищим навчальним закладом Константинопольського Патріархату в Канаді, що діє як структурний підрозділ Манітобського університету і готує кандидатів у священики для Вселенського Патріархату та інших православних церков.
2000 року архієпископом БАПЦ Миколаєм (Мацукевичем; 1917—2002) рукоположений у сан диакона і пресвітера БАПЦ, отримав призначення у храм Святого Кирила Туровського в Торонто в Канаді.
2002—2004 — настоятель храму БАПЦ на честь Жировицької ікони Божої Матері у місті Гайленд Парк у штаті Нью-Джерсі (США).
2005—2006 — настоятель кафедрального собору Святого Кирила Туровського БАПЦ у Нью-Йорку.
2006 — з благословіння Предстоятеля БАПЦ митрополита Ізяслава (Бруцького; 1926—2007) Церковною Радою Білоруської Автокефальної Православної Церкви був обраний кандидатом на єпископську хіротонію.
2007 — приймає чернечий постриг з іменем Святослав, призначений настоятелем храму Святого Кирила Туровського в Торонто.
24 вересня 2007 на прохання Церковної Ради БАПЦ та з благословіння предстоятеля Української Православної Церкви Київського Патріархату (УПЦ КП) патріарха Київського Філарета (Денисенка) архієпископом Уманським і Детройтським Олександром (Биковцем) УПЦ КП зведений у сан ігумена і архімандрита. Допомога з боку УПЦ КП була здійснена в рамках угоди, підписаної 9 вересня 1997 року між первоієрархом БАПЦ митрополитом Ізяславом (Бруцьким) та предстоятелем Української Православної Церкви Київського Патріархату (УПЦ КП) патріархом Філаретом (Денисенко), якою встановлювались євхаристійне єднання та принципи взаємовідносин між УПЦ КП та БАПЦ, а обидві церкви проголошувались «церквами-сестрами».
Після смерті у листопаді 2007 р. первоієрарха БАПЦ митрополита Ізяслава (Бруцького) новим адміністратором БАПЦ та архієпископом Новогрудським з 2008 року обраний архімандрит Святослав (Логін). У відповідь на звернення Церковної Ради та Консисторії БАПЦ Священний Синод УПЦ КП під головуванням патріарха Київського Філарета (Денисенка) постановою від 18 березня 2008 року ухвалив: «Благословити архієпископу Уманському Олександру і єпископу Бориспільському Паїсію звершити в США архієрейську хіротонію обраного Консисторією БАПЦ закордоном кандидата на єпископа цієї Церкви архімандрита Святослава (Логіна)». Постанову Синоду УПЦ КП підписали патріарх Філарет та шість архієреїв УПЦ КП.
10 травня 2008, з благословення Синоду УПЦ КП, у Кафедральному Соборі св. Кирила Туровського в Брукліні відбулося наречення ігумена Святослава на єпископа, яке здійснили: архієпископ Уманський і Детройтський УПЦ КП Олександр (Биковець), єпископ Хьюстонський Макарій (Геррінґ), єпископ Бориспільський УПЦ КП, керуючий патріаршими приходами в США та Канаді Паїсій (Дмоховський). Наступного дня Святослав рукоположений на єпископа Новогрудського. Після цього владика Святослав обраний адміністратором БАПЦ.

## Сучасність
Предстоятель БАПЦ Високопреосященнійший Святослав з 2015 отримав заборону на в'їзд до Біларусі, і не має можливості окормлювати паству на території Республіки Білорусь, де режим Лукашенка відмовляється проводити державну реєстрацію БАПЦ. Служіння там проводяться на приватних квартирах, під загрозою адміністративних штрафів. В Білорусі священики БАПЦ змушені служити підпільно, в катакомбах, оскільки зазнають гонінь, їм забороняють реєстрацію парафій, а самих пастирів саджають в тюрму.
Владика Святослав бере активну участь у міжнародних форумах на захист білоруської ідентичности, зокрема в Україні, Польщі, Литві та інших країнах. В 2020 р. після силового придушення проросійським режимом Лукашенка мирних протестних акцій в Білорусі і массових репресій проти білоруської опозиції архієпископ Святослав піддав церковній анафемі диктатора Олександра Лукашенка. «Силою, що нам дана Богом, ми проголошуємо анафему колишньому президенту Олександру Лукашенку… Закликаємо тих, хто все ще служить його сатанинській владі, не підкорятися злочинним наказам», – йшлося у тексті відлучення, який архієпископ Святослав проголосив у 2020 році.
2018 підтримав Українську церкву в здобутті автокефалії: «Наша мета — також легалізуватися в Білорусі і офіційно отримати статус автокефалії. Історично ми маємо багатовікову православну традицію. У минулому столітті наша церква робила реальні кроки для того, щоб отримати автокефалію і щоб її визнали».
Співслужив із кліриками ПЦУ у храмах Чернігова 2019, що викликало протести РПЦ.
22 листопада 2019 владика Святослав (Логін) узяв участь у церемонії перепоховання у Вільнюсі героїв Білоруського повстання 1863—1864 під проводом Кастуся Калиновського.
27 листопада 2023 р. у резиденції Вселенського Патріархату у Фанарі відбулася зустріч архієпископа Святослава (Логіна) зі Вселенським Патріархом Варфоломієм, під час якої обговорювались питання канонічного статусу та визнання БАПЦ у діаспорі. «Вселенський патріарх нас поки що не визнав, але я з ним зустрічався рік тому у Константинополі, на Фанарі. Поки що питання нашої Церкви не на часі, бо йде війна, але від її результату буде залежати і доля Білорусі», – розповів журналістам первоієрарх БАПЦ.
Від початку російсько-української війни з 2014 року, а особливо з 2022 року, як волонтер та капелан активно допомагає Збройним силам України, підтримуючи білоруських добровольців у лавах ЗСУ. Як повідомляли ЗМІ, у грудні 2024 р. напередодні Різдва Христового архієпископ Святослав (Логін) відвідав на фронті своїх вірян – білоруських добровольців з полку Каліновського, які воюють у лавах ЗСУ. За інформацією капелана ПЦУ з Чернігова о. Євгена Орди, який супроводжував предстоятеля БАПЦ під час поїздки на передову, архієпископ Святослав вже не вперше надає як духовну, так і гуманітарну та іншу підтримку для воїнів ЗСУ та білоруських добровольців з Полку К. Каліновського. «Зокрема, раніше за його сприяння БАПЦ передала для полку Каліновського та ЗСУ чотири пікапи та одну медичну машину, також 2024 р. з благословіння архієпископа Святослава на фронт на кілька місяців приїжджав священик БАПЦ».
У липні 2025 р. першоієрарх БАПЦ архієпископ Святослав (Логін) передав допомогу білоруському підрозділу, який воює у складі Сил БПЛА ЗСУ: коптер Mavic 3 Pro, ліки, монітори та інше необхідне спорядження, а також
гуманітарну та іншу допомогу, яку зібрали для них віряни БАПЦ у діаспорі.
«У різних підрозділах сил оборони України воює близько п’яти тисяч білоруських добровольців, – каже першоієрарх БАПЦ. – Ми розуміємо, що без вільної України не буде вільної Білорусі, і плекаємо надію на звільнення нашої держави від тиранії разом з перемогою над путінською росією»